# Moriya Mitsunobu
Mitsunobu Moriya (sinh ngày 27 tháng 6 năm 1975) là một cầu thủ bóng đá người Nhật Bản.

## Sự nghiệp câu lạc bộ
Mitsunobu Moriya đã từng chơi cho Yokohama Marinos.